# Опера (станція метро, Париж)
48°52′15″ пн. ш. 2°19′56″ сх. д. / 48.87083° пн. ш. 2.33222° сх. д.
Опера (фр. Opéra) — пересадний вузол Паризького метрополітену, названий за розташуванням поруч із головною французькою оперною сценою — в кінці авеню де л'Опера і неподалік бульвару Осман.

## Історія
- Зал лінії 3 відкрито 19 жовтня 1904 року у складі першої пускової черги Вільє - Пер-Лашез. Для спорудження станції було побудовано шахту глибиною 20 м з метою зміцнення конструкцій при будівництві ліній 7 і 8, що вже планувалося тоді.
- Зал лінії 7 відкрито 5 листопада 1910 року у складі першої її пускової черги Опера - Порт-де-ля-Віллет. 13 липня 1913 року відкрито зал лінії 8 у складі черги Опера - Шарль Мішель, що в 1937 році був поділений між лініями 8 і 10 по станції Ламотт-Піке - Гренель.
- Пасажиропотік пересадного вузла по входу в 2011 році, за даними RATP, становив 12389715 осіб

.
В 2013 році цей показник знизився до 12269711 пасажирів (12 місце за рівнем вхідного пасажиропотоку у Паризькому метро)
.

## Конструкція та оздоблення
Зал лінії 3 побудовано за типовим проектом однопрогінної станції з береговими платформами на дузі та металевими перекриттям стелі. 
Зал лінії 7 та 8 побудовано за проектом типової (1900—1952) односклепінної станції мілкого закладення з береговими платформами. 
Колійні стіни та стелі залів ліній 7 та 8 оздоблені керамічною плиткою, у верхній частині склепіння над кожною з платформ закріплені низки світильників карнизного типу.

## Пересадки
- Осман — Сен-Лазар
  - RER E
- Обер
  - RER A
- Сен-Лазар
  - Лінія 3
  - Лінія 12
  - Лінія 13
  - Лінія 14
- Сент-Огюстен
  - Лінія 9
- Гавр — Комартен
  - Лінія 3
  - Лінія 9
- Автобуси: 20, 21, 22, 27, 32, 29, 45, 52, 66, 68, 95, N15 та N16

## Послуги
| Попередня станція | Лінія | Лінія                          | Лінія | Наступна станція        |
| ----------------- | ----- | ------------------------------ | ----- | ----------------------- |
| Гавр — Комартен   |       | Паризький метрополітен Лінія 3 |       | Катр-Септамбр           |
| Пірамід           |       | Паризький метрополітен Лінія 7 |       | Шосе д’Антен — Ла Файет |
| Мадлен            |       | Паризький метрополітен Лінія 8 |       | Ришельє — Друо          |